# 那須町立池田小学校
那須町立池田小学校（なすちょうりつ いけだしょうがっこう）は、栃木県那須郡那須町高久丙にあった公立小学校。

## 沿革
- 1892年（明治25年）11月1日 - 高久尋常小学校池田分校として開校
- 1899年（明治32年）9月1日 - 池田尋常小学校に改称
- 1941年（昭和16年）4月1日 - 那須村池田国民学校に改称
- 1947年（昭和22年）4月1日 - 学校教育法施行により那須村立池田小学校に改称
- 1954年（昭和29年）1月3日 - 町村合併により那須町立池田小学校に改称
- 2014年（平成26年）
  - 3月31日 - 統合のため池田小学校閉校
  - 4月1日 - 那須町立大沢小学校と統合して那須町立那須高原小学校（学校設備は池田小学校を使用）開校

## 学校周辺
- 那須高原りんどう湖ファミリー牧場
- 那須国際カントリークラブ
- 那須オルゴール美術館